# Иванников, Вячеслав Андреевич
Вячесла́в Андре́евич Ива́нников  (род. 1 марта 1940) — советский и российский психолог, заслуженный профессор Московского университета, профессор кафедры психологии личности факультета психологии МГУ имени М. В. Ломоносова, доктор психологических наук, академик Российской академии образования.

## Профессиональная биография
Закончил отделение психологии философского факультета МГУ в 1966 году. В 1969 защитил кандидатскую диссертацию на тему «Преднастройка к действия и ее связь с вероятностным прогнозом» под руководством А. Р. Лурии и И. М. Фейгенберга.
В 1989 году защитил докторскую диссертацию по психологии на тему «Психологические механизмы волевой регуляции». Автор оригинального подхода к пониманию волевой регуляции деятельности человека.
В 1992 г. получил учёное звание профессора. В 2005 г. присвоено почетное звание «Заслуженный профессор Московского университета».
С 1973 по 1983 годы Иванников В. А. работал заместителем декана факультета психологии по учебно-методической работе, а с 2000 по 2005 гг. — был заместителем декана по работе Совета по психологии Учебно-методического объединения (УМО).
С 1975 года читает курс общей психологии и спецкурс «Психология воли» на факультете психологии МГУ.
С 1993 г. по 1997 г. — заместитель председателя научно-методического Совета по психологии Госкомитета по высшей школе РФ, а с 1997 по 2001 год — ответственный секретарь Координационного совета по психологии при Минобразования России. При его участии разрабатывались учебные планы и стандарты подготовки психологов.
Области научных интересов: общая психология и психология личности.
Автор концепции медико-социальной и психолого-педагогической помощи детям и концепции социальной работы с населением.

## Научные взгляды
Является последователем идей А. Н. Леонтьева и А. Р. Лурии.
В. А. Иванников отстаивает положение о многоуровности жизни человека как организма, как единицы вида, как природного индивида или субъекта природных отношений, как социального индивида или субъекта общественных отношений и как личности или субъекта особых межлюдских (нравственных или безнравственных) отношений.
В. А. Иванников придерживается позиции, что психологам необходимо договориться о понятийном аппарате психологии. Он неоднократно подчеркивал непродуктивность современного состояния психологии как науки, когда под одним термином понимаются различные реальности. Особенно эта ситуация проанализирована им на материале общей психологии, понятий личность и воля.
В. А. Иванниковым подробно описана история становления понятия воли в истории философии и психологии.
Предложил и обосновал гипотезу об изменении смысла действия в качестве механизма волевой регуляции.

## Основные работы
- Общая психология. Учебник. М. Юрайт. 2014. 480 с.
- Основы психологии. Курс лекций. М. С-Пб. Питер. 2010 г. 327с.
- Психологические механизмы волевой регуляции. М.- С-Пб. Питер. 2006. 204 с.
- Вероятностное прогнозирование и преднастройка к движениям. М. МГУ. 1978. 112 с.
- Психология сегодня. М. Знание. 1981. 93 с.
- Волевая саморегуляция процесса мотивации. Психологические исследования. 2014. Т.7. № 35.
- Место понятия «воля» в современной психологии. Вопросы психологии. № 2. 2014, с.15-23.
- Идеи А. Н. Леонтьева и их значение для современной психологи. Культурно-историческая психология. № 4. 2013, с. 29 — 35
- Понятие личности в психологии // Вопросы психологии. № 5. 2012, с.125-132.
- Нужно ли психологии понятие деятельности? // Вопросы психологии. № 5. 2011, с.91-101.
- Проблемы подготовки психологов // Вопросы психологии. № 1. 2006, с. 48-52.
- Анализ потребности-мотивационной сферы с позиций теории деятельности // Мир психологии. № 2. 2003, с.139-145.
- Задачи практической психологии в комплексной службе помощи детям // Вопросы психологии. № 1. 2005, с.51-55.
- Потребности как жизненные задачи // Вестник МГУ. Сер.14. Психология, 1997, № 1, с.14-20.
- Воля: миф или реальность? // Вестник Московского ун-та. Сер.14. Психология. № 2.1993, с. 70-73.
- Структура волевых качеств по данным самооценки // Психологический журнал. № 3. 1990, с. 39-40.
- Количественная оценка волевого усилия при напряженной физической работе // Вопросы психологии. № 5. 1986, с. 132—147.
- Произвольные процессы и проблема воли // Вестник МГУ. Сер.14. Психология.№ 2. 1986, с. 18-29.
- К сущности волевого поведения // Психологический журнал. 1985. Т. 6, № 3.
- Проблема потребности в теории деятельности // Вестник МГУ. Сер.14. Психология. № 2. 1983, с. 20-26.

## Звания
Отличник народного просвещения

## Награды
- Медаль «Ветеран труда» (1987)
- Медаль «В память 850-летия Москвы» (1997)
- Медаль К. Д. Ушинского (2000)
- Золотая медаль РАО «За достижения в науке»